# Bussy-sur-Moudon
Pour les articles homonymes, voir Bussy et Moudon (homonymie).
Bussy-sur-Moudon est une commune suisse du canton de Vaud, située dans le district de la Broye-Vully. Citée dès le XIIe siècle, elle fait partie du district de Moudon de 1803 à 2007. La commune est peuplée de 251 habitants en 2023. Son territoire, d'une surface de 309 hectares, se situe entre la vallée de la Broye et celle de la Mentue. Les habitants sont appelés les Bussinois et leur sobriquet est Lè Medze-vin couâi (les mangeurs de vin cuit).

## Histoire
La légende raconte que le village est apparu à la fin du XVe siècle. En 1498, des habitants du hameau du même nom près de Valangin fuirent leur seigneur. Ils s'arrêtèrent à une lieue, soit environ 4 km, de Moudon. Trouvant les lieux agréables, ils bâtirent un village du même nom que leur ancien hameau : Bussy. Cette légende est toutefois infirmée par des fouilles archéologiques relevant la présence de vie et d'activités humaines antérieures tout à la fin du XVe siècle. De plus, le nom apparaît pour la première fois au XIIe siècle sous la forme Buxi.
En 1912, la commune vend une partie de ses sources d'eau à la commune de Neyruz-sur-Moudon.

### Héraldique
| Blason de Bussy-sur-Moudon | Blason  | Palé d'or et de gueules à la fasce d'argent brochante, chargée d'un chaudron de sable, au chef de gueules à la croix d'argent |
| Blason de Bussy-sur-Moudon | Détails | Elles racontent l'histoire du village. Le chef représente la maison de Savoie, alors suzeraine de Bussy. Le champ des armoiries est celui de la famille d'Estavayer car la commune en a dépendu jusqu'au XVIIe siècle. Le chaudron apporte la spécialité du village qui est la fabrication de vin cuit, ou raisinée, produit dans de très grands chaudrons de cuivre. Les armoiries de la commune sont créées, adoptées et approuvées par le canton de Vaud en 1926. |

## Géographie

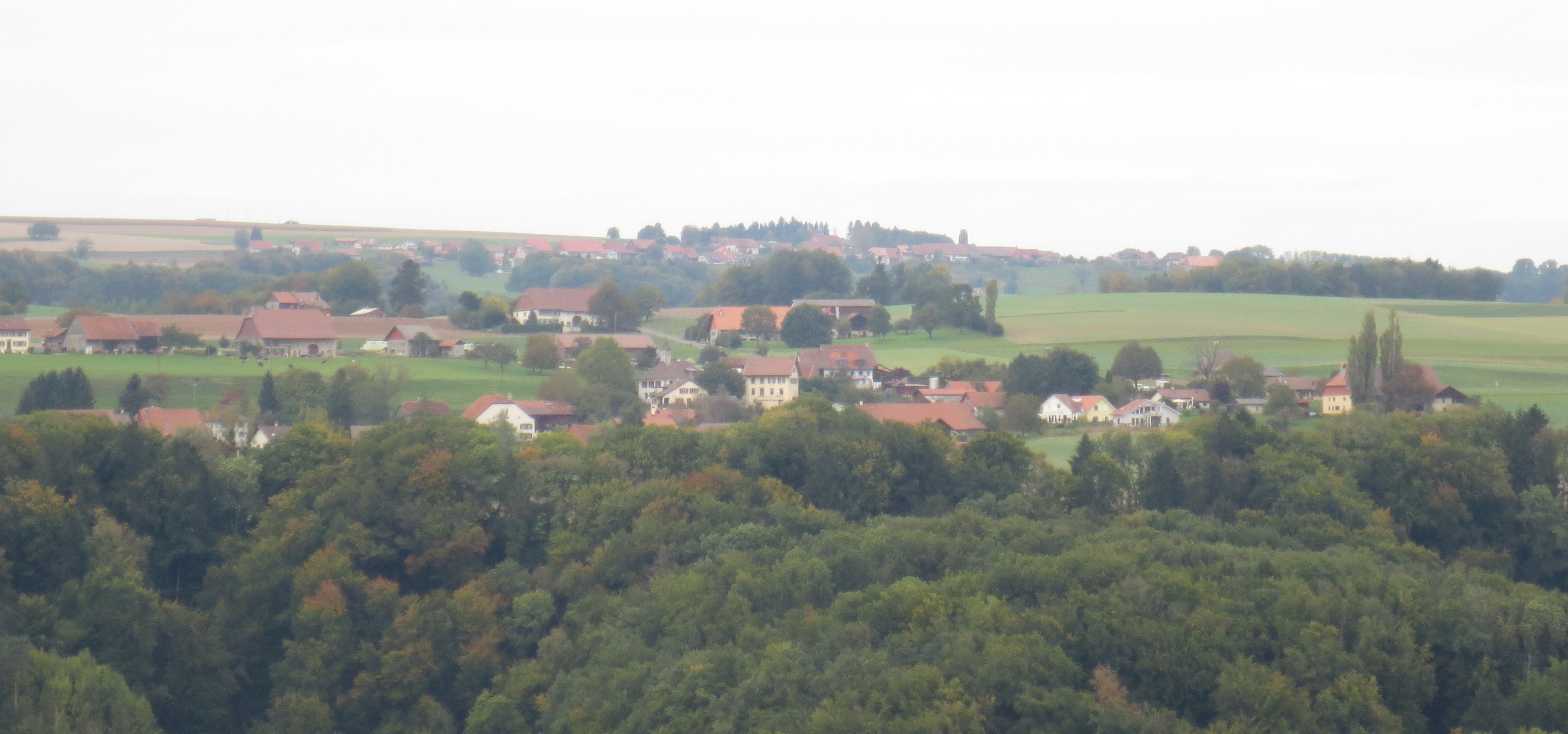
Bussy vu de la route reliant Moudon à Chesalles-sur-Moudon.

Photo aérienne (1964).

Jusqu'à sa dissolution, la commune faisait partie du district de Moudon. Depuis le 1er janvier 2008, elle fait partie du nouveau district de la Broye-Vully. Elle a des frontières communes avec Lucens, Montanaire et Moudon.
Le territoire communal se trouve sur le plateau suisse, dans la région de la Broye, entre les vallées de la Broye et de la Mentue. Il s'étend depuis le village de Bussy en pente régulière jusqu'à la hauteur du bois de la Grange qui, avec 701 mètres d'altitude, est le point culminant de la commune, et au vallon des Vaux traversé par la Cerjaule. La frontière sud de la commune est marquée par la petite vallée du Riau Gresin qui, comme la Cerjaule, est un affluent de la Broye.
En plus du village de Bussy, la commune compte plusieurs exploitations agricoles isolées.

## Population

### Gentilé et surnom
Les habitants de la commune se nomment les Bussynois ou les Bussinois.
Ils sont surnommés les Mangeurs-de-Vin-Cuit ou Mangeurs de Raisiné.

### Démographie
Bussy-sur-Moudon possède 251 habitants en 2023. Sa densité de population atteint 81 hab./km2.
En 2000, la population de Bussy-sur-Moudon est composée de 87 hommes (46,8 %) et 99 femmes (53,2 %). La langue la plus parlée est le français, avec 172 locuteurs (93,4 %). La deuxième langue est l'allemand (4 habitants ou 2,2 % de la population). Il y a 175 personnes de nationalité suisse (95,1 %) et 9 personnes étrangères (4,9 %). Sur le plan religieux, la communauté protestante est la plus importante avec 137 personnes (74,5 %), suivie des catholiques (33 paroissiens ou 17,9 % de la population).
La population de Bussy-sur-Moudon est de 245 habitants en 1850. Dix ans plus tard, il y en a 190. Elle baisse à 172 en 1880 avant de remonter à 216 en 1910. Elle baisse ensuite à 153 personnes en 1970 avant de remonter à 193 en 1990. Le graphique suivant résume l'évolution de la population de Bussy-sur-Moudon entre 1850 et 2010 :

## Politique
Lors des élections fédérales suisses de 2011, la commune a voté à 44,24 % pour l'Union démocratique du centre. Les deux partis suivants furent le Parti socialiste suisse avec 19,29 % des suffrages et le Parti libéral-radical avec 15,30 %.	
Lors des élections cantonales au Grand Conseil de mars 2011, les habitants de la commune ont voté pour le Parti libéral-radical à 27,86 %, l'Union démocratique du centre à 26,90 %, les Verts à 20,24 %, le Parti socialiste à 17,86 %, le Parti bourgeois démocratique et les Vert'libéraux à 3,81 % et Vaud Libre à 3,33 %.
Sur le plan communal, Bussy-sur-Moudon est dirigé par une municipalité formée de 5 membres et dirigée par un syndic pour l'exécutif et un Conseil général dirigé par un président et secondé par un secrétaire pour le législatif.

## Économie
Jusque dans la seconde moitié du XXe siècle, l'économie locale était principalement tournée vers l'agriculture, l'arboriculture fruitière et l'élevage qui représentent encore de nos jours une part importante des emplois locaux. Le village s'est cependant transformé ces dernières années avec la création de plusieurs zones résidentielles occupées par des personnes travaillant principalement à Moudon, mais également dans la région lausannoise ; cette transformation s'est accompagnée de la création de plusieurs petites entreprises locales, tant industrielles que dans le domaine des services.

## Transports
Au niveau des transports en commun, Bussy-sur-Moudon fait partie de la communauté tarifaire vaudoise Mobilis. Le bus CarPostal reliant Lucens à Moudon s'arrête dans la commune. La commune est aussi desservie par les bus sur appel Publicar, qui est aussi un service de CarPostal.
La commune se situe sur le chemin de l'ancienne route romaine qui reliait les villes de Moudon et d'Yverdon-les-Bains.

## Sources
- (de) Cet article est partiellement ou en totalité issu de l’article de Wikipédia en allemand intitulé « Bussy-sur-Moudon » (voir la liste des auteurs).